# Henry Février

Affiche voor Gismonda, 1919

Henry Février (Parijs, 2 oktober 1875 - aldaar, 6 juli 1957) was een Frans componist.

## Beknopte biografie
De vader van Henry Février was de architect Jules Février (1842-1937), zijn zoon was de pianist Jacques Février (1900-1979). Hij studeerde aan het Conservatoire de Paris bij Raoul Pugno, Jules Massenet, Xavier Leroux en Gabriel Fauré. Hij volgde ook privélessen bij André Messager.
Zijn eerste composities bestonden uit kamermuziek. Hij componeerde ook liederen en pianomuziek.
Février is vooral bekend om zijn opera's, waaronder:
- Le Roi aveugle (1906, libretto van Hugues le Roux)
- Monna Vanna (1909, naar Maurice Maeterlinck)
- Carmosine (1913, naar Alfred de Musset)
- Gismonda (1919, libretto van Henri Cain en Louis Payen naar Victorien Sardou)
- La Damnation de Blanchefleur (1920, libretto van Maurice Léna)
- L'île désenchantée (1925, naar Édouard Schuré)
- Oletta, la fille de Corse (1927, libretto van Paul de Chordens & André Leroy)
- La Femme nue (1929, libretto van Louis Payen).

Hij schreef ook toneelmuziek, onder meer voor:
- Agnès, dame galante (1912, komedie van Henri Cain en Louis Payen)
- Aphrodite (1914, 'spektakelstuk' van Pierre Frondaie naar Pierre Louys)

De filmmuziek voor La merveilleuse vie de Jeanne d'Arc (1929) en de operette Sylvette (1932) schreef hij samen met Marc Delmas. Ook staat zijn naam bij de credits van de film L'agonie de Byzance van regisseur Louis Feuillade uit 1913. 
Tijdens zijn leven waren zijn werken populair, maar geen ervan heeft repertoire gehouden. Van Monna Vanna bestaat een live-opname, gemaakt in 1958 in Rennes.
In de jaren 1940 stopte Février met het componeren van muziek. Hij overleed op 81-jarige leeftijd en ligt begraven op de Cimetière du Père-Lachaise.

## Over Henry Février
- Hélène Hourrier, Henry Février (1875-1957) : introduction à l’étude de Monna Vanna, mémoire de master 1, sous la direction de Stéphan Etcharry, Université de Reims, 2006.
- Hélène Hourrier, La Production lyrique d'Henry Février : genèse, réception et éléments d'analyse, mémoire de master 2, sous la direction de Jean-Marc Chouvel et Stéphan Etcharry, Université de Reims, 2007.